# Operatie Vigilant Guardian
Operatie Vigilant Guardian (OVG), in het begin bekend onder de naam Operatie Homeland, was een militaire operatie uitgevoerd door het Belgisch leger. De operatie vond plaats op het Belgische grondgebied en liep vanaf 16 januari 2015 tot 1 april 2021. Het doel van de operatie was bijstand te leveren aan de federale politie om bijstand en bewaking te leveren op gevoelige en strategische plaatsen.
De operatie werd opgezet naar aan leiding van de aanslag op Charlie Hebdo op 7 januari 2015 en daarmee gelieerde incidenten in Frankrijk. Als gevolg van deze aanslagen en de anti-terreuroperatie in Verviers op 15 januari 2015 werd het dreigingsniveau voor België verhoogd naar niveau 3. Door de regering werd beslist om  toen zo'n 150 militairen de straat op te sturen om de politie bij te staan en gevoelige plaatsen mee te bewaken. De opdracht kan gezien worden als onderdeel van de strijd tegen terrorisme.
In de loop van 2015 werden naar aanleiding van de aanslagen in Parijs in november 2015 en de analyses door het OCAD de inzet van militairen verhoogd. Na de bomaanslagen in Brussel op 22 maart 2016 werd de inzet nog eens sterk opgedreven waarbij zo'n 1.828 militairen deelnamen aan Operatie Vigilant Guardian. Meteen na de aanslagen konden de aanwezige militairen al medische hulp verlenen aan de slachtoffers in Brussels Airport en in het metrostation Maalbeek..
Vanaf maart 2016 bewaakten de militairen gelijklopend ook de Belgische nucleaire sites. Vanaf 2017 werd de opdracht een meer mobiele taak, waarbij de militairen patrouilletaken deden.
Op 20 juni 2017 schoten militairen  Oussama Zariouh dood in het station Brussel-Centraal. Zariouh wilde met een spijkerbom een aanslag plegen. Kort ervoor was een kleine explosie te horen. De bom werkte niet naar behoren en ontplofte niet volledig. Er vielen géén slachtoffers. De ministers van Defensie en van Binnenlandse Zaken zegden dat de militairen volgens het boekje hebben gehandeld bij het uitschakelen van de terrorist.
Op 25 augustus van het zelfde jaar werden twee militairen aangevallen met een mes door een man van Somalische origine in de Emile Jacqmainlaan in Brussel.  De man werd daarop doorgeschoten. De twee militairen raakten lichtgewond.
Door de langdurige inzet van militairen konden zij niet trainen voor de normale taken en opdrachten binnen NAVO-verband, ondersteuningsopdrachten in Afrika en de strijd tegen het internationaal terrorisme. De operatie was voorzien "tijdelijk" te zijn maar duurde toen al zo'n zes jaar. Er werd ook opgeroepen om een meer juridisch kader voor dergelijke opdrachten.
Door de verschillende analyses van OCAD bleek de bijstand van militairen minder noodzakelijk vooral op de plaatsen waar de politie die taken opnieuw kon overnemen. De beschikbare inzet werd afgebouwd tot zo'n 300 militairen in 2020. Eind 2020 werd de bewaking in de luchthaven van Charleroi opnieuw overgenomen door politie. In februari 2021 verdwenen de militairen uit de Europese wijk en later dat jaar verdwenen zij uit luchthavens, stations, metro's, ambassades en de Joodse wijk in Antwerpen.

Op 1 september 2021 werd Operatie Vigilant Guardian stopgezet en werden er geen militairen meer ingezet in het Belgische straatbeeld.